# Académie nationale de chirurgie
Ne doit pas être confondu avec Académie nationale de médecine.
 (avril 2013).
L’Académie nationale de Chirurgie est une association sans but lucratif régie par les dispositions de la loi de 1901, créée en 1935 par le président Albert Lebrun et devenue nationale en 1997. Elle est l’héritière de l’Académie royale de Chirurgie fondée par Louis XV en 1748 et supprimée sous la Terreur en 1793, devenue la société des chirurgiens de Paris en 1843, reconnue d’utilité publique en 1859 et convertie en société des chirurgiens français en 1875.

## Histoire
L'Académie nationale de chirurgie est créée le 18 décembre 1731, sous le nom d’Académie royale de chirurgie, par Georges Mareschal, premier chirurgien de Louis XV et par François La Peyronie, son successeur. Dissoute à la Révolution, elle renaît le 27 août 1843, à l’initiative de plusieurs chirurgiens (Bérard, Monod, Alphonse Robert, Michon, Guersant, Vidal, Danyau, Denonvilliers, Malgaigne, Chassaignac, Maisonneuve, Nélaton, Marjolin), d'abord sous le nom de Société de chirurgie de Paris, puis elle prend le nom de Société nationale de chirurgie en 1875. En 1935, elle prend le nom d’Académie de chirurgie, puis adopte son nom actuel en 1997.

## Fondation de l’Académie royale de chirurgie par Louis XV auXVIIIesiècle
En France il faut remonter au XIIIe siècle pour dater l’essor de la chirurgie avec la création par Louis IX de la confrérie de St Come regroupant les barbiers chirurgiens et les maîtres chirurgiens. A cette époque sont fondées les facultés de médecine de Montpellier (1220) et de Paris(vers 1250) puis de Strasbourg dont l’enseignement est fait en latin.
À partir de la fin du XVe siècle apparaissent en Europe les premières dissections anatomiques de cadavres jusqu’alors interdites non pratiquées pour des raisons religieuses. Elles se développent au XVIe siècle avec la construction de théâtres d’anatomie destinés à l’enseignement de la chirurgie sur des bases anatomiques solides. Ceux de Bologne avec Fabrice d’Acquapendente et de Padoue avec André Vesale sont les plus célèbres.
En France Ambroise Paré, le chirurgien des rois, est le premier à publier au XVIe siècle ses travaux en français, alors que l’enseignement des facultés de médecine de Montpellier, Paris et Strasbourg est toujours fait en latin. 
Les théâtres d’anatomie n’apparaissent en France qu’au XVIIe siècle. À Paris, féru d’innovation et très attaché à la promotion de la langue française, Louis XIV fait installer pour Pierre Dionis et son équipe en 1673 un théâtre d’anatomie et un jardin botanique pour la pharmacopée au Jardin du roi, actuel Jardin des plantes. De son côté, la confrérie de St Come construit à ses frais un théâtre d’anatomie près du couvent des Cordeliers au 5 de la rue de l’École de médecine qui prend le nom de théâtre St Come où elle s’installe en 1696. Celui-ci est le deuxième plus ancien amphithéâtre d’anatomie au Monde après celui de Padoue, encore en l’état. Le théâtre St Come. (1696) . 5 rue de l’École de médecine 75006. Paris compte trois autres théâtres d’anatomie :Le grand théâtre ou “amphithéâtre Descartes”(1775) au 12 rue de l’École de médecine 7506. Le théâtre Winslow rénové en “Philantro-Lab L’hôtel de la Bucherie” (1748) au 13-15 rue de la Bucherie 75005. 
La bienveillance royale à l’égard des chirurgiens est confortée par deux succès thérapeutiques qui font alors sensation en Europe : la célèbre opération de la fistule anale faite par Charles François Felix de Tassy premier chirurgien du roi en 1686 et la cure du volumineux anthrax de la nuque faite également par Felix mais dûment conseillé par Georges Mareschal chirurgien de l’hôpital de la charité en 1696.
Dès lors grâce à la faveur royale, et sous la houlette de Mareschal successeur de Felix en 1702, puis celle de François Gigot de Lapeyronie et de Germain Pichault de La Martinière, la confrérie de St Come devient la société royale de chirurgie en 1731 convertie en Académie royale de chirurgie en 1748 installée au théâtre St Come.
La réputation des chirurgiens grandit avec la rigueur scientifique enseignée par la confrontation permanente de leur exercice à la réalité anatomique lors des séances opératoires et lors des dissections dans les théâtres d’anatomie.
La faculté de médecine de Paris réagit en convertissant son enseignement à la langue française et en faisant construire un théâtre d’anatomie au 13-15 rue de la Bucherie pour l’anatomiste Jacques Bénigne Winslow en 1748. La société royale de médecine est créée en 1778 prévoyant sa conversion en académie royale de médecine une vingtaine d’années plus tard. Mais la Révolution en décide autrement.

## L’Académie royale de Chirurgie auXVIIIesiècle
Le développement de l’Académie royale de chirurgie est marqué par le succès des cours effectués au théâtre d’anatomie St Come tant auprès des chirurgiens, qu’auprès d’un large public de curieux fasciné par les références cadavériques à la mort. Ce théâtre devient alors trop exiguë conduisant à son remplacement par un théâtre plus vaste au 12 de la rue de l’École de médecine inauguré par Louis XVI en 1775. Le théâtre St Come devient une école royale de dessin.
Mais l’Académie royale de Chirurgie disparaît en 1793 sous la Terreur comme les autres sociétés royales. Sous la Révolution et l’Empire la place de l’anatomie est néanmoins confirmée par la construction à Paris d’un 4° théâtre d’anatomie en 1798 à l’initiative de Jean-Nicolas Corvisart médecin de Bonaparte. Il est situé dans l’abside de la chapelle de l’hôpital de La Charité, devenue l’Église ukrainienne de Paris, au 51 de la rue des Sts Pères. Les guerres de la Révolution et de l’Empire voient se poursuivre le développement de la chirurgie, notamment avec Dominique-Jean Larrey et Pierre-François Percy. Trois écoles de chirurgie militaires sont créées en 1803 par Bonaparte à Paris, Montpellier et Strasbourg converties en facultés de médecine en 1808 sans que les chirurgiens obtiennent la réouverture de leur académie.

## Développement de la chirurgie auxXIXeetXXesiècles
Et il faut attendre 1820 pour voir réapparaître la tradition chirurgicale académique, mais au sein de l’Académie royale de médecine fondée par Louis XVIII à l’instigation de son médecin le baron Antoine Portal, professeur à la faculté de médecine de Paris. Les chirurgiens sont intégrés dans la 2° division de la nouvelle académie, la 1° division étant dévolue aux médecins et la 3° aux pharmaciens et aux vétérinaires. 
Cependant la plupart des chirurgiens quittent l’Académie de médecine en 1843 emmenés notamment par Auguste Bérard, Charles-Pierre Denonvillers, Jean-François Malgaigne, Auguste Nélaton pour fonder la société des chirurgiens de Paris, reconnue d’utilité publique en 1859 et devenant la société des chirurgiens français en 1875.
Au cours du XIXe siècle, les remarquables progrès de la chirurgie sont d’abord fondés sur la méthode anatomo-clinique avec Xavier Bichat et René Laennec confrontant les constatations anatomiques aux signes cliniques. Ils bénéficient ensuite des progrès des autres disciplines médicales avec William Morton en 1846 (anesthésie), Philippe Semmelweis en 1847 (hygiène et lavage des mains), Claude Bernard en 1865 (physiologie), Joseph Lister en 1867 (antisepsie), Louis Pasteur en 1886 (asepsie), Nadia Dubouchet 1946 (anesthésie générale en circuit fermé avec perfusion continue et ventilation assistée).
Si bien que dans la première moitié du XXe siècle la chirurgie accède à un zénith qui fait dire par Jean-Louis Faure à un de ses élèves vers 1920 “ mon pauvre ami abandonnez ce projet de vous spécialiser en chirurgie, nous avons tout inventé “.

## Renaissance de l’Académie de Chirurgie auXXesiècle
Cette réussite conduit sous l’impulsion de Pierre Fredet à la renaissance de l’Académie de chirurgie en 1935 sous la forme d’une association sans but lucratif déjà reconnue d’utilité publique depuis 1859 et devenue nationale en 1997. Le chirurgien est célébré par Paul Valéry en 1938 dans son célèbre discours au 82e congrès français de chirurgie présidé par Henri Mondor.
La nouvelle Académie s’installe dans le 6e arrondissement de Paris successivement rue de l’Abbaye, rue de Seine, boulevard Raspail et enfin aux Cordeliers au 15 rue de l’école de médecine en 1993, soit 200 ans après sa suppression sous la Terreur, grace à l’entregent de son président de l’époque Denys Pellerin.
Avec la nouvelle Académie nationale de chirurgie, héritière de l’ancienne Académie royale de chirurgie, la chirurgie entre dans la modernité en ce début du XXIe siècle. 
À l’orée des années 1990 l’exercice de la chirurgie est bouleversé par la chirurgie mini invasive (endoscopique et “interventionnelle”) et à l’orée des années 2000 par la chirurgie numérique (imagerie 3D, téléconsultation, suivi post-opératoire, réalité augmentée, réalité virtuelle, procédures opératoires assistées par ordinateur). Ces innovations technologiques entraînent une tendance à l’hyper spécialisation du chirurgien et favorisent l’apparition de praticiens “interventionnels”. 
L’académie de chirurgie soutient et accompagne son époque innovatrice tout en veillant à conserver au chirurgien sa place de médecin traitant proche de ses patients qu’il soigne toujours avec ses mains.

## Tenue d’académicien Académie nationale de chirurgie
Dès sa création officielle en 1748 par lettre patente royale l’académie royale de chirurgie devient une académie à part entière avec la production de jetons de présence en argent et en bronze à l’effigie du roi 1 déjà en place dès 1670 lors de la création de la communauté des maitres barbiers de saint Come présidée par le premier chirurgien du roi, au même titre que pour les autres académies créées au 17eme siècle. Ces académies historiques sont actuellement regroupées au sein de l’institut de France (académie Françaises créée en 1635, des inscriptions et belles lettres créée en 1663, des sciences créées en 1666, des beaux-arts créé en 1816, des sciences morales et politiques créée en 1832).
Ces académies comme nous le savons tous ont des codes de représentations très stricte depuis le consulat notamment avec des représentations antiques comme Minerves, déesse de la Sagesse, des Sciences et des Arts, protectrice de l’institut de France. Mais d’autres éléments symbolisent l’Académicien, notamment le costume, le célèbre habit vert. C’est en 1801 que le Premier Consul Bonaparte demandera à l’architecte Jean-François Chalgrin de dessiner le costume des académiciens. De drap noir, brodé de soie vert foncé, auquel s’ajoute un bicorne agrémenté de plumes d’autruche noires, il est réservé aux seuls académiciens et associés étrangers, les correspondants n’ayant pas droit au port de l’habit.
Ainsi jusqu’au consulat les codes de l’habit n’étaient pas décrits formellement et c’est par arrêté du Consulat du 13 mai 1801 que Napoléon Bonaparte définit ainsi l'habit d’académicien dans son article II : « habit, gilet ou veste, culotte ou pantalon noirs, ornés de broderies en feuilles d’olivier en soie vert foncé, chapeau à la française ». Et si deux types d'habits existaient à l'époque, seule demeure aujourd'hui le « grand », orné des célèbres broderies dites « en plein ». Ainsi l’habit symbolise l’Académicien, avec le célèbre costume, dit habit vert pour l’institut de France. 
Pour les chirurgiens nous avons moins de preuves textuelles mais ils ont une origine historique commune et le Blason historique de l’académie royale détermine la couleur bleu azur à la tenue, le rouge étant attribué à l’académie de médecine crée plus tard par louis XVIII en 1821.
Nous avons quelques représentations des tenus de académiciens chirurgiens ci jointes :

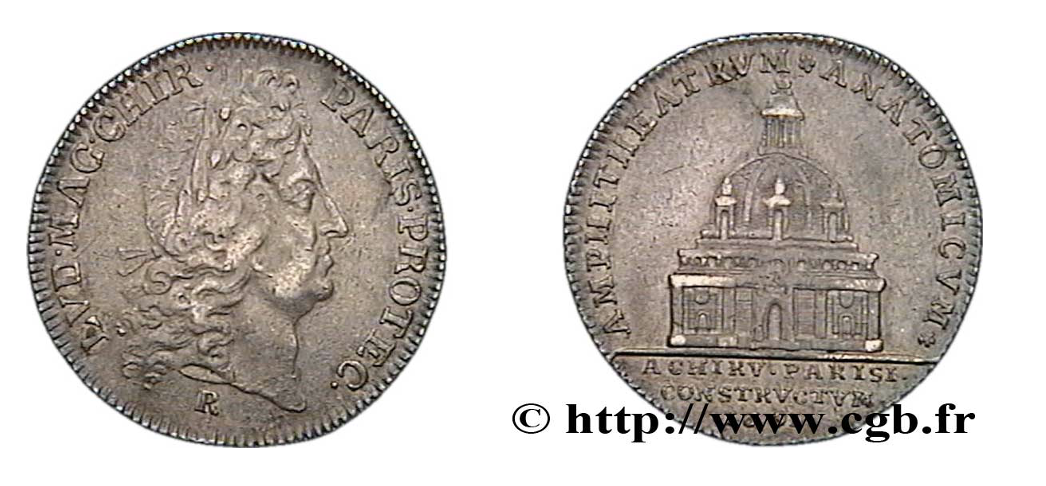

1-Exemple de jeton de l’académie royale de chirurgie en argent avec le Roi en face et l’amphithéâtre St Come en pile 
2- Edouard DETAILLE (1848-1912)

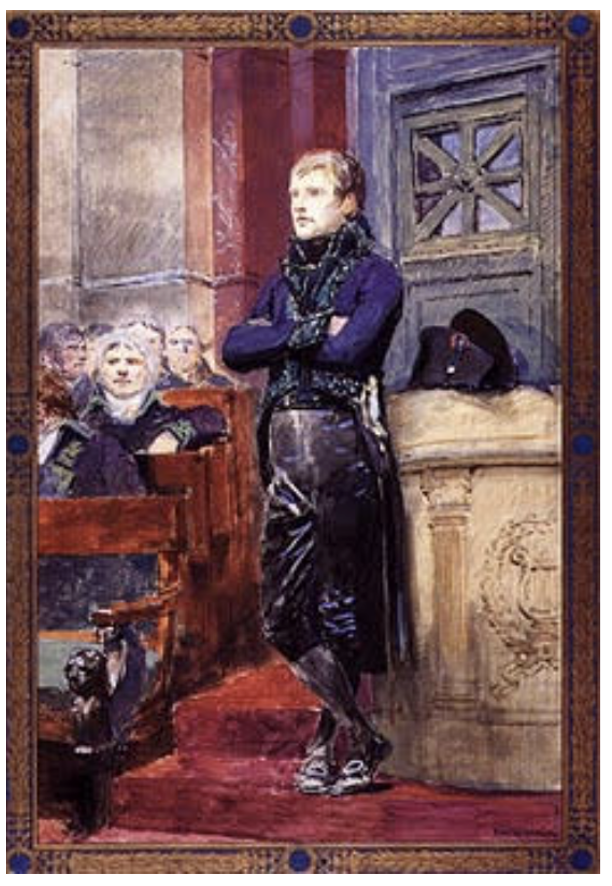

Bonaparte siégeant parmi les membres de l'Institut.
Aquarelle originale signée avec étude de cavalier au verso.
Rare interprétation du 1er Consul en pied portant l'habit de l'Institut de France, bleu à broderies vertes, culotte de soie noire.

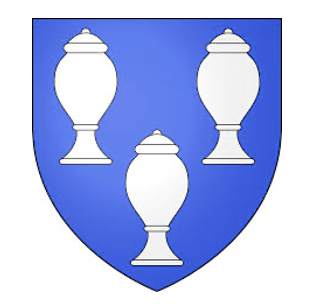

3-Blason de l’académie royale de chirurgie avec sa couleur bleu azur et représentation de 3 jarres de médicinales indiquant que les chirurgiens au même titre que les médecins pouvaient les utiliser. 

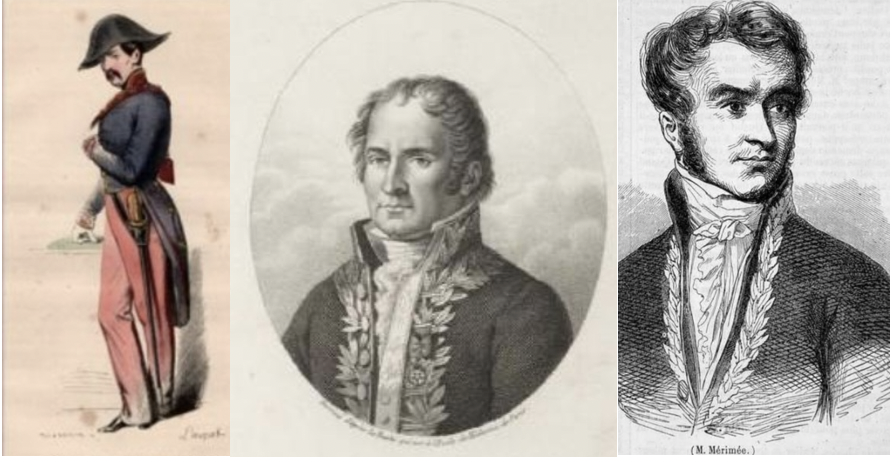

4- Quelques exemples d’habits d’académiciens chirurgiens de 1802 à 1875

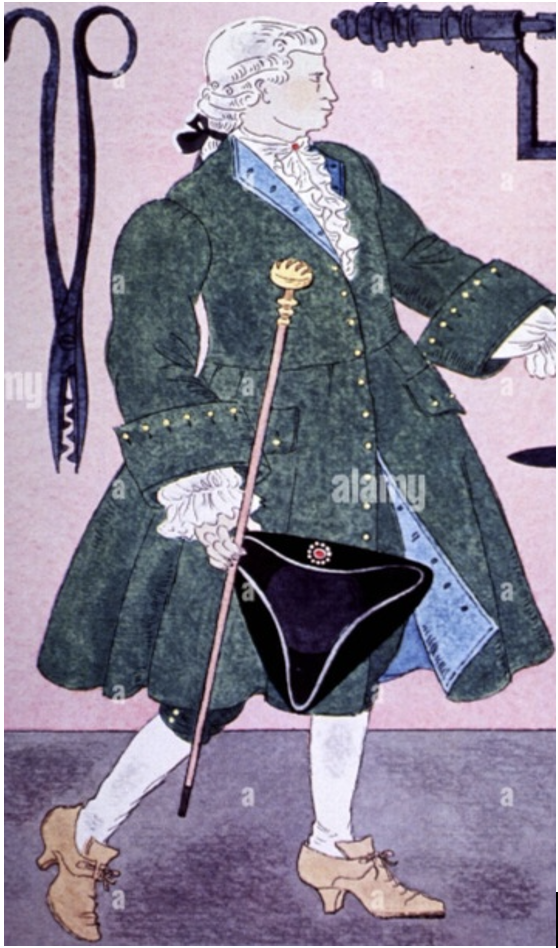

5- Tenue des chirurgiens le 18 décembre 1731 à l’amphithéâtre St Come lors de la création de la société royale académique de chirurgie évoquant le bleu azur couleur représentant le corps des académiciens chirurgiens

## Rôle et objectifs de l'Académie nationale de chirurgie

### Responsabilité morale en tout ce qui concerne la chirurgie
- Gardien de son histoire
- Témoin de son évolution
- Garant de son éthique.

### Définition des bonnes pratiques chirurgicales: références, recommandations, stratégies
En chirurgie une « bonne pratique » est celle qui est conforme à la réglementation et qui respecte la dignité du patient.
Être conforme à la réglementation c’est pour le chirurgien appliquer scrupuleusement les textes (lois, décrets, code de déontologie médicale etc…) mais aussi les avis et recommandations publiés par la Haute Autorité de Santé (HAS) et l’Académie Nationale de Chirurgie. 
À titre d’exemple, la loi du 4 mars 2002 précise les conditions législatives (donc obligatoires) de la notion d’information à donner au patient avant toute intervention chirurgicale (en dehors de quelques exceptions prévues par la loi dont les situations correspondant aux urgences).
La HAS précise de même de nombreux avis et ou recommandations concernant les indications opératoires, les techniques, les dispositifs médicaux les bilans préopératoires ; à titre d’ exemple  la réalisation d’une « check-list » avant toute intervention est obligatoire depuis 2010.
Respecter la dignité du patient, c’est avoir pour le chirurgien une attitude certes attentionnée, courtoise mais aussi éthique, tout au long de la prise en charge qui ne se résume plus à la réalisation d’un geste technique. Cette notion d’éthique est primordiale aujourd’hui dans l’étape de la conceptualisation de l’indication opératoire, et de la discussion avec le patient de la balance risque-bénéfice. 
Enfin, le chirurgien du XXIe siècle n’est plus simplement un technicien qui était le chef d’orchestre au bloc opératoire comme le précisait un célèbre arrêt de la cour de cassation il y a plus de trente ans : il doit être capable de partager avec les membres de l’équipe (autres médecins et en particulier anesthésiste réanimateur) ainsi qu’avec les auxiliaires médicaux (Iade, Ibode etc.), et ce quel que soit son type d’exercice professionnel (public, privé, mixte) dans le cadre d’une prise en charge humaine dont l’épicentre est le patient qui l’honore de sa confiance.

### Appréciation de la formation et du recrutement des chirurgiens
Elle est destinée à faire connaître les progrès de la chirurgie, mais s’intéresse aussi aux aspects économiques, juridiques et éthiques de l’acte chirurgical.
Les communications présentées à la tribune sont suivies de discussions.
L’académie nationale de chirurgie depuis ses origines entend être le fer de lance de l’excellence de la chirurgie française et francophone, reposant sur l’ensemble des savoirs opératoires scientifiques et pratiques, classiques ou innovants, qui sont le plus souvent transmis de génération en génération par le compagnonnage au bloc opératoire entre les jeunes opérateurs en formation et les seniors.
La formation des opérateurs initiale et continue est une obligation qui relève des instances universitaires, professionnelles et ordinales, qui garantissent  la sécurité et l’excellence des actes opératoires chirurgicaux  et interventionnels. 
La formation des opérateurs doit être en phase avec la transformation digitale de l’écosystème chirurgical et sanitaire en constante évolution.
Elle doit inclure la maîtrise des outils innovants comme la robotique, l’intelligence artificielle, la réalité virtuelle, la réalité augmentée, l’usage de la vidéo pédagogique structurée, de la simulation synthétique, et la connaissance de l’exploitation des big data et des registres réels et virtuels.
La formation des opérateurs actuelle doit reposer sur le passage de la pratique naïve à la pratique délibérée fondée par une évaluation fonctionnelle de la performance des opérateurs. 
L’acculturation de tout l’écosystème formatif à la chirurgie dite 4.0 est recommandée par l’académie nationale de chirurgie: elle doit recouvrir  la maîtrise des pratiques procédurales,  comportementales et éthiques de tous les opérateurs. 
L’académie nationale de chirurgie recommande que tous les opérateurs soient soumis régulièrement à une évaluation objective de leurs aptitudes.

## Publications de l'Académie

### Les e-Mémoires: journal électronique francophone de chirurgie
L'Académie propose un accès électronique aux articles et vidéos des communications scientifiques.
Depuis 1731, elle publie les textes des communications présentées à sa tribune.
Ce fut le cas successivement sous le nom de :
- Mémoires de l'Académie Royale de chirurgie (1743-1774) ;
- Bulletins et Mémoires de la Société de chirurgie de Paris (1848-1923) ;
- Bulletins et Mémoires de la Société nationale de chirurgie (1924-1935) ;
- Mémoires de l'Académie de chirurgie (1936-1969) ;
- Chirurgie, Mémoires de l'Académie nationale de chirurgie (1970-1997) ;
- Chirurgie (1997-1999) ;
- Annales de chirurgie (1999-2006) ;
- e-Mémoires de l'Académie nationale de chirurgie (2002-à ce jour)[3].